# Карликовая свинья
Карликовая свинья (лат. Porcula salvania) — парнокопытное млекопитающее из семейства свиных; самый мелкий вид свиней. Относится к монотипическому роду Porcula.

## Таксономия
Вид Porcula salvania был описан английским натуралистом Брайаном Ходжсоном в 1847 году. Видовое название salvania дано из-за того, что эти свиньи часто встречаются в саловых лесах. В дальнейшем карликовую свинью обычно рассматривали как вид Sus salvanius в составе рода кабанов (Sus). Данная классификация была оспорена в 2007 году, когда анализ митохондриальной ДНК показал, что карликовая свинья относится к отдельной от кабанов эволюционной ветви и, соответственно, может быть выделена в собственный род.

## Описание
Длина тела карликовых свиней — всего 45—50 см, высота — 20—25 см, вес — 3—4,5, редко до 5,5 кг. Резко отличаются эти свиньи и по строению черепа. У самок 3 пары сосков, а не 6, как у других видов. Поэтому карликовых свиней теперь относят к особому роду Porcula. Окрашены в серо-коричневые тона, на щеках есть пучки беловатой щетины.
Распространены у подножья и на южных склонах Гималаев, в Непале, Бутане и Северо-Западном Ассаме. Эндемик полувечнозелёных лесов долины Брахмапутры. Очень скрытные, ведут ночной образ жизни. Самец постоянно живёт в стаде, состоящем из самок и молодых, и энергично защищает своё стадо от врагов, нападая с резким хрюканьем даже на человека. Чаще в стаде бывает 5—6 животных, иногда до 15—20 голов. В помёте обычно 3—4 полосатых поросёнка.

## Охрана
Карликовые свиньи стали очень редки. Уже много лет никому из зоологов не удавалось встретить их на свободе. Данный вид был заново открыт в 1971 году в Ассаме. Взяты под охрану как исчезающие животные. Численность популяции составляет до 150 особей. По этой причине карликовая свинья занесена в Красную книгу МСОП в статусе «вымирающего вида» (Endangered species).
В неволе живут дольше, чем в природе, в среднем на 8 лет.